# Antōnīs Chrīsteas
Antōnīs Chrīsteas (in greco Αντώνης Χρηστέας?; 1º febbraio 1937 – Marmari, 9 ottobre 2011) è stato un cestista e allenatore di pallacanestro greco.

## Carriera
Con la Grecia ha disputato i Campionati europei del 1961.

## Palmarès
- Campionato greco: 7

Panellīnios: 1956-57
AEK Atene: 1962-63, 1963-64, 1964-65, 1965-66, 1967-68, 1969-70
- Coppa delle Coppe: 1

AEK Atene: 1967-68